# Wymysłów (Bolmin)
Wymysłów – przysiółek wsi Bolmin w Polsce, położony w województwie świętokrzyskim, w powiecie kieleckim, w gminie Chęciny.
W latach 1975–1998 przysiółek administracyjnie należał do województwa kieleckiego.